# Slip laws
En los Estados Unidos, se denomina slip law a cada ley individual que es aprobada por el Congreso de los Estados Unidos. Puede contener normas sobre derecho público (Pub. L.) o de derecho privado (Pvt. L.). Las slip laws forman parte del modelo en tres fases de publicación de las leyes federales del Código de los Estados Unidos que consiste sucesivamente en slip laws, session laws y codificación.
Después de su promulgación, la ley original es enviada a la Oficina del Registro Federal (OFR) que forma parte de los Archivos Nacionales y Administración de Documentos (NARA). Al final de cada período legislativo, las slip laws son compiladas en los denominados Statutes at Large, conocidos también como session laws, publicadas por la Government Printing Office. Hoy en día, la mayoría de las slip laws pertenecientes al derecho público son redactadas como enmiendas del Código de los Estados Unidos.